# Cinnycerthia olivascens
Cinnycerthia olivascens е вид птица от семейство Troglodytidae.

## Разпространение
Видът е разпространен в Колумбия, Еквадор и Перу.